# Волче (Толмин)
Волче (словен. Volče, итал. Volzana) је насељено место у општини Толмин, Горишка регија, Словенија.

## Историја
До територијалне реорганизације у Словенији било је у саставу старе општине Толмин.

## Становништво
У попису становништва из 2011. године, Волче је имало 588 становника.
| Број становника према пописима | Број становника према пописима | Број становника према пописима |
| ------------------------------ | ------------------------------ | ------------------------------ |
| 1991                           | 2002                           | 2011                           |
| 519                            | 589                            | 588                            |

Напомена: Године 2009. кориговане су границе и подручје насеља Волче.